# Newtoniellidae
Newtoniellidae zijn een familie van weekdieren uit de klasse van de Gastropoda (slakken).

## Taxonomie
De volgende taxa zijn bij de familie ingedeeld:
- † Geslacht Gothicispira Maxwell, 1988[1]
- † Geslacht Miopila Finlay, 1926
- Geslacht Retilaskeya B. A. Marshall, 1978
- Geslacht Ataxocerithium Tate, 1894
- Onderfamilie Adelacerithiinae B. A. Marshall, 1984
  - Geslacht Adelacerithium Ludbrook, 1941
- Onderfamilie Eumetulinae Golikov & Starobogatov, 1975
  - Geslacht Cerithiopsida Bartsch, 1911
  - Geslacht Embrionalia Golikov, 1988
  - Geslacht Eumetula Thiele, 1912
  - Geslacht Furukawaia Kuroda & Habe, 1961
- Onderfamilie Laeocochlidinae Golikov & Starobogatov, 1987
  - Geslacht Laeocochlis Dunker & Metzger, 1874
  - Geslacht Sasamocochlis Gründel, 1980
- Onderfamilie Newtoniellinae Korobkov, 1955
  - Geslacht Cerithiella Verrill, 1882
  - Geslacht Trituba Jousseaume, 1884